# Canton de Digoin
Le canton de Digoin est une circonscription électorale française située dans le département de Saône-et-Loire et la région Bourgogne-Franche-Comté.

## Géographie
Ce canton est organisé autour de Digoin dans l'arrondissement de Charolles.

## Histoire
- De 1833 à 1842, les cantons de Digoin et de Paray-le-Monial avaient le même conseiller général. Le nombre de conseillers généraux était limité à 30 par département[5].
- Lors des élections cantonales d'août 1913, dans la commune de Sainte-Radegonde, on ne put former un bureau électoral, faute de trouver quatre électeurs sachant lire et écrire[6].
- Par décret du 18 février 2014, le nombre de cantons du département est divisé par deux, avec mise en application aux élections départementales de mars 2015. Le canton de Digoin est conservé et s'agrandit. Il passe de 5 à 15 communes[4].

## Représentation

### Conseillers d'arrondissement (de 1833 à 1940)
| Période                                  | Période          | Identité                                 | Étiquette           | Qualité |
| ---------------------------------------- | ---------------- | ---------------------------------------- | ------------------- | --- |
| 1833                                     | 1836             | Jean-Baptiste Blochet                    | Constitutionnel     | Propriétaire à Saint-Agnan                                                                                  |
| 1836                                     | 1839             | Charles Maublanc, Baron de Chiseuil      |                     | Propriétaire du château, ancien maire de Digoin                                                             |
| 1839                                     | 1848             | Jean Marie Rambaud                       |                     | Avocat à Digoin                                                                                             |
| 1848                                     | 1852             | M. Puzenat                               |                     | Médecin à Digoin                                                                                            |
| 1852                                     | 1870             | Henry Maublanc de Chiseuil fils          |                     | Capitaine de pompiers, propriétaire, adjoint au maire de Digoin                                             |
| 1870                                     | 1871             | Antoine Théophile Cosseret (1841-1896)   |                     | Docteur en médecine à Digoin                                                                                |
| 1871                                     | 1880             | M. Compin                                | Républicain         | Avocat, maire de Saint-Agnan                                                                                |
| 1880                                     | 1881 (démission) | Jean Marie Émile Villiers                | Républicain radical | Notaire, maire de Digoin                                                                                    |
| 18 déc.1881                              | 1895 (décès)     | Étienne Chavet                           | Républicain         | Entrepreneur de travaux publics à Digoin                                                                    |
| 1895                                     | 1904             | Émile Fournier                           |                     | Maire de Digoin                                                                                             |
| 1904                                     | 1913 (décès)     | François Ducarouge                       | SFIO                | Potier, agriculteur, maire de Digoin, député (1908-1913)                                                    |
| juillet 1913                             | ?                | M. Merle                                 | SFIO                | |
| 1914 ?                                   | 1922             | François-Hyacinthe Gonnot (1879-1953)    |                     | Greffier de la justice de paix à Digoin                                                                     |
| 1922                                     | 1940             | Maurice Pic (1866-1957, fils d'E.G. Pic) | Républicain         | Maire des Guerreaux                                                                                         |
| 1940                                     |                  |                                          |                     | Les conseils d'arrondissement ont été suspendus par la loi du 12 octobre 1940 et n'ont jamais été réactivés |
| Les données manquantes sont à compléter. |                  |                                          |                     | |

### Conseillers généraux de 1833 à 2015
| Période | Période          | Identité                            | Étiquette         | Qualité                                                                         |
| ------- | ---------------- | ----------------------------------- | ----------------- | ------------------------------------------------------------------------------- |
| 1833    | 1836             | Antoine Desforges                   | Constitutionnel   | Notaire, juge de paix de Digoin                                                 |
| 1836    | 1841 (démission) | Jacques Jean Barrois (1769-1850)    |                   | Avocat, juge de paix à Paray-le-Monial                                          |
| 1842    | 1848             | Hyacinthe Maublanc de Chiseuil      |                   | Officier, maire de Paray-le-Monial (1840-1848)                                  |
| 1848    | 1852             | Jean-Marie Rambaud                  | Républicain       | Avocat à Digoin, conseiller d'arrondissement                                    |
| 1852    | 1870             | Louis Marie Gay                     |                   | Propriétaire Colonel du Génie en retraite Maire de La Chapelle-sous-Dun         |
| 1870    | 1871             | Edmond-Gaspard Pic (1834-1887)      | Républicain       | Ancien magistrat, juge de paix, propriétaire à Digoin                           |
| 1871    | 1877 (décès)     | Jean-Marie Rambaud                  | Républicain       | Maire de Digoin                                                                 |
| 1877    | 1881 (décès)     | Jean-Baptiste Carré                 | Républicain       | Notaire, maire de La Motte-Saint-Jean                                           |
| 1881    | 1901             | Benoît Poncet (cousin du précédent) | Républicain       | Maire de La Motte-Saint-Jean                                                    |
| 1901    | 1925             | Henri Poncet                        | Rad. conservateur | Agriculteur Maire de La Motte-Saint-Jean Député (1914-1924)                     |
| 1925    | 1929 (décès)     | Léonce Carteret                     | Rad.              | Docteur en médecine Maire de Digoin (1925-1929)                                 |
| 1929    | 1940             | François Morin                      | Rad.              | Propriétaire Maire de Digoin (1929-1944) Nommé conseiller départemental en 1942 |
|         |                  |                                     |                   |                                                                                 |
| 1945    | 1949             | Louis Quéroy                        | SFIO              | Cheminot à Digoin                                                               |
| 1949    | 1955             | Pierre Bengler (1910-1972)          | RPF               | Commerçant, artisan cordier Maire de La Motte-Saint-Jean                        |
| 1955    | 1961             | Jean Lauféron                       | UNR puis DVD      | Exploitant agricole, maire de Saint-Agnan                                       |
| 1961    | 1971 (décès)     | Louis Quéroy                        | SFIO              | Maire de Digoin (1959-1971) Suppléant du député Paul Duraffour                  |
| 1971    | 1979             | Maurice Marchandiau (1903-1991)     | PS puis DVG       | Maire de Digoin (1971-1977)                                                     |
| 1979    | 1985             | Louis Cantat                        | PCF               | Menuisier, adjoint au Maire de Digoin                                           |
| 1985    | 1992             | Michel Lacroix                      | DVD               | Exploitant agricole Maire de Digoin (1979-1989)                                 |
| 1992    | 1998             | Gérard Bossu                        | PS                | Ostéopathe Maire de Digoin (1989-1995)                                          |
| 1998    | 2011             | Maxime Castagna                     | DVD               | Prothésiste dentaire Maire de Digoin (1995-2014)                                |
| 2011    | 2015             | Philomène Baccot                    | PS                | Retraitée de la fonction publique Conseillère municipale de Digoin              |

### Conseillers départementaux à partir de 2015
| Période élective | Période élective | Mandat | Mandat           | Identité           | Nuance | Nuance | Qualité |
| ---------------- | ---------------- | ------ | ---------------- | ------------------ | ------ | ------ | --- |
| 2015             | 2021             | 2015   | 2020 (démission) | Fabien Genet       |        | LR     | Conseiller juridique Maire de Digoin (2014-2020) 5e vice-président chargé du numérique et du très haut débit et des relations avec l’Union européenne et des collèges Sénateur depuis le 27 septembre 2020 |
| 2015             | 2021             | 2015   | 2021             | Édith Perraudin    |        | LR     | Fonctionnaire Ancienne conseillère générale du canton d'Issy-l'Évêque (2007-2015) Maire de Cuzy |
| 2015             | 2021             | 2020   | 2021             | Thierry Desjours   |        | DVD    | Directeur d'agence bancaire à Digoin |
| 2021             | 2028             | 2021   | en cours         | Thierry Desjours   |        | DVD    | Conseiller sortant |
| 2021             | 2028             | 2021   | en cours         | Marie-France Mauny |        | DVD    | Maire de Saint-Agnan, Vice-Présidente du Grand Charolais |

### Résultats détaillés

#### Élections de mars 2015
À l'issue du 1er tour des élections départementales de 2015, deux binômes sont en ballottage : Fabien Genet et Edith Perraudin (DVD, 41,18 %) et Philomène Baccot et Jean-Paul Drapier (Union de la Gauche, 27,96 %). Le taux de participation est de 52,16 % (7 236 votants sur 13 872 inscrits) contre 50,75 % au niveau départemental et 50,17 % au niveau national.
Au second tour, Fabien Genet et Edith Perraudin (DVD) sont élus avec 59,73 % des suffrages exprimés et un taux de participation de 51,95 % (3 891 voix pour 7 211 votants et 13 880 inscrits).

#### Élections de juin 2021
Le premier tour des élections départementales de 2021 est marqué par un très faible taux de participation (33,26 % au niveau national). Dans le canton de Digoin, ce taux de participation est de 28,8 % (3 837 votants sur 13 324 inscrits) contre 32,7 % au niveau départemental. À l'issue de ce premier tour, deux binômes sont en ballottage : Thierry Desjours et Marie-France Mauny (DVD, 76,64 %) et Alain Lagoutte et Nathalie Roze (RN, 23,36 %).
Le second tour des élections est marqué une nouvelle fois par une abstention massive équivalente au premier tour. Les taux de participation sont de 34,36 % au niveau national, 33,9 % dans le département et 29,18 % dans le canton de Digoin. Thierry Desjours et Marie-France Mauny (DVD) sont élus avec 78,46 % des suffrages exprimés (2 786 voix pour 3 887 votants et 13 321 inscrits),,.

## Composition

### Composition avant 2015
Le canton de Digoin regroupait 5 communes.
| Nom                   | Code Insee | Codepostal | Superficie (km2) | Population (dernière pop. légale) | Densité (hab./km2) |
| --------------------- | ---------- | ---------- | ---------------- | --------------------------------- | ------------------ |
| Digoin (chef-lieu)    | 71176      | 71160      | 34,72            | 8 119 (2012)                      | 234                |
| Les Guerreaux         | 71229      | 71160      | 20,01            | 247 (2012)                        | 12                 |
| La Motte-Saint-Jean   | 71325      | 71160      | 21,32            | 1 208 (2012)                      | 57                 |
| Saint-Agnan           | 71382      | 71160      | 25,72            | 725 (2012)                        | 28                 |
| Varenne-Saint-Germain | 71557      | 71600      | 15,62            | 680 (2012)                        | 44                 |

### Composition depuis 2015
Le canton de Digoin est désormais composé de quinze communes entières.
| Nom                            | Code Insee | Intercommunalité                | Superficie (km2) | Population (dernière pop. légale) | Densité (hab./km2) | Modifier                                    |
| ------------------------------ | ---------- | ------------------------------- | ---------------- | --------------------------------- | ------------------ | ------------------------------------------- |
| Digoin (bureau centralisateur) | 71176      | CC Le Grand Charolais           | 34,72            | 7 380 (2022)                      | 213                | modifier les données · modifier les données |
| Bourbon-Lancy                  | 71047      | CC entre Arroux, Loire et Somme | 55,73            | 4 656 (2022)                      | 84                 | modifier les données · modifier les données |
| Chalmoux                       | 71075      | CC entre Arroux, Loire et Somme | 38,47            | 636 (2022)                        | 17                 | modifier les données · modifier les données |
| Cronat                         | 71155      | CC entre Arroux, Loire et Somme | 60,62            | 510 (2022)                        | 8,4                | modifier les données · modifier les données |
| Gilly-sur-Loire                | 71220      | CC entre Arroux, Loire et Somme | 22,63            | 475 (2022)                        | 21                 | modifier les données · modifier les données |
| Les Guerreaux                  | 71229      | CC Le Grand Charolais           | 20,01            | 227 (2022)                        | 11                 | modifier les données · modifier les données |
| Lesme                          | 71255      | CC entre Arroux, Loire et Somme | 5,08             | 173 (2022)                        | 34                 | modifier les données · modifier les données |
| Maltat                         | 71273      | CC entre Arroux, Loire et Somme | 31,35            | 280 (2022)                        | 8,9                | modifier les données · modifier les données |
| Mont                           | 71301      | CC entre Arroux, Loire et Somme | 16,18            | 168 (2022)                        | 10                 | modifier les données · modifier les données |
| La Motte-Saint-Jean            | 71325      | CC Le Grand Charolais           | 21,32            | 1 186 (2022)                      | 56                 | modifier les données · modifier les données |
| Perrigny-sur-Loire             | 71348      | CC entre Arroux, Loire et Somme | 15,40            | 140 (2022)                        | 9,1                | modifier les données · modifier les données |
| Saint-Agnan                    | 71382      | CC Le Grand Charolais           | 25,72            | 690 (2022)                        | 27                 | modifier les données · modifier les données |
| Saint-Aubin-sur-Loire          | 71389      | CC entre Arroux, Loire et Somme | 10,86            | 267 (2022)                        | 25                 | modifier les données · modifier les données |
| Varenne-Saint-Germain          | 71557      | CC Le Grand Charolais           | 15,62            | 692 (2022)                        | 44                 | modifier les données · modifier les données |
| Vitry-sur-Loire                | 71589      | CC entre Arroux, Loire et Somme | 27,38            | 423 (2022)                        | 15                 | modifier les données · modifier les données |
| Canton de Digoin               | 7115       |                                 | 401,09           | 17 903 (2022)                     | 45                 | modifier les données                        |

## Démographie

### Démographie avant 2015
| 1962   | 1968   | 1975   | 1982   | 1990   | 1999   | 2006   | 2011   | 2012   |
| ------ | ------ | ------ | ------ | ------ | ------ | ------ | ------ | ------ |
| 12 011 | 12 693 | 13 701 | 13 617 | 12 704 | 11 520 | 11 251 | 10 997 | 10 979 |

### Démographie depuis 2015
En 2022, le canton comptait 17 903 habitants, en évolution de −5,53 % par rapport à 2016 (Saône-et-Loire : −1,06 %, France hors Mayotte : +2,11 %).
| 2013   | 2018   | 2022   |
| ------ | ------ | ------ |
| 19 455 | 18 578 | 17 903 |